# Ražljevo
Ražljevo je naselje u distriktu Brčko, BiH. Graniči sa naseljenim mjestima Slijepčevići na sjeveru, Popovo polje na istoku, Mrtvica na jugu,  Krbeta i Buzekera na zapadu. Kroz selo teku rijeke Crna rijeka i Lukavac.

## Stanovništvo
Nacionalni sastav stanovništva 1991. godine, bio je sljedeći:
ukupno: 341
- Srbi - 331
- Jugoslaveni - 4
- Hrvati - 2
- ostali, neopredijeljeni i nepoznato - 4